# Brandon Thomas
Brandon Thomas, född 25 december 1856 i Liverpool, död 19 juni 1914 i London, var en brittisk författare, pjäsförfattare och skådespelare. 
Brandon Thomas pjäs Charley's Aunt (på svenska Charleys tant) har både uppförts på teater och filmats i Sverige. 1926 regisserade Elis Ellis en inspelning av pjäsen som blev uppskattad såväl i Sverige som utomlands. Även Hasse Ekmans film från 1945 Fram för lilla Märta är inspirerad av denna pjäs.